# Karči Holec
Karči (Karel) Holec (madžarsko Holecz Károly), slovenski pisatelj, novinar, urednik tednika Porabje. Živi v Andovcih (Slovensko Porabje), * Monošter, 24. februar, 1969.
Odrasel je v Andovcih, njegova starša sta Karel Holec st. in Sara Škerlak. Osnovno šolo se je končal v Števanovcih, gimnazijo je obiskoval v Kermendinu (Körmend). V Sombotelu je študiral slovenščino in tehniko. Zaposlen je pri tedniku Porabje. Od leta 1994 do leta 2006 je bil župan Andovcev.
Leta 2019 je postal predsednik Državne Slovenske Samouprave na Madžarskem po upokojitvi Martina Ropoša.

## Dela
- Andovske zgodbe; Andovske prpovejsti, Franc-Franc, Murska Sobota 2003.